# 십자군 국가

1135년경 근동, 이슬람 국가는 녹색계열의 색으로 표시

십자군 국가는 12세기에서 13세기 서유럽의 십자군들이 소아시아, 그리스, 그리고 팔레스타인 지방의 성지에 세운 기독교 국가들을 말한다. 제1차 십자군 이후 주로 서유럽 로마 가톨릭교회의 십자군들이 이들 지역에 정착하면서 봉건 국가를 세웠으나 결국 이슬람 세력에게 모두 정복당했다.

## 레반트 지역
제1차 십자군 이후 레반트 지역에 처음 세워진 국가들을 말하며 다음의 4개 십자군 국가들이 있다.
- 에데사 백국 (1098년 - 1144년) : 최초의 십자군 국가
- 안티오키아 공국 (1098년 - 1268년)
- 예루살렘 왕국 (1099년 - 1291년) : 1187년까지 수도는 예루살렘. 살라흐 앗 딘에게 함락된 이후 아크레로 옮겼음
- 트리폴리 백국 (1104년 - 1288년) : 트리폴리 자체는 1109년 정복

킬리키아의 아르메니아 왕국은 십자군 이전에 세워졌지만 교황 인노첸시오 3세가 기독교 왕국의 지위를 부여했고 기독교 왕국으로 서유럽 십자군 국가의 보루 역할을 하였다. 나중에 뤼지냥 가문에 의해 반(半)서유럽국가가 되었다.
그외에 많은 예루살렘 왕국의 속국이 있는데, 그중 가장 중요한 4개 국가는 다음과 같다.
- 가리라야 공국
- 야파와 아스칼론 백국
- 우르트레조르당령
- 시돈령

## 키프로스 섬
- 키프로스 왕국 : 제3차 십자군 전쟁 당시 키프로스에 세워진 기독교 십자군 왕국. 잉글랜드의 리처드 1세가 성지로 가는 길에 키프로스를 탈환하였고 나중에 서유럽으로 돌아가면서 자신이 후원했던 기 드 뤼지냥이 예루살렘 왕위에 오르지 못하자 키프로스 왕국의 왕으로 임명했다. 1489년 마지막 여왕이 베네치아 공화국에 키프로스 왕국을 강제로 할양했다. 나중에 병원기사단에 수여되었으나 기사단은 한번도 실질적인 지배를 하지 못했다.

## 그리스 지역
제4차 십자군 이후 서유럽의 십자군 연합군은 비잔티움 제국의 영토를 침공하여 몇 개의 국가를 세웠고 몇몇 섬들 (크레타, 에우보이아, 이오니아의 섬들)은 베네치아 공화국의 영토가 되었다.
- 라틴 제국 (1204년 - 1261년) : 십자군과 베네치아 공화국이 제국의 수도 콘스탄티노폴리스를 강탈하고 세웠으나 비잔티움 제국에 멸망당했다.
- 테살로니카 왕국(1205년 - 1224년) :몬페라토의 보니파시오가 건국. 에피루스 공국에 멸망.
- 모레아 공국(1205년 - 1432년)
- 아테네 공국(1205년 - 1414년) (카탈루냐 인)
- 낙소스 공국(1207년 - 1597년) : 베네치아인이 제4차 십자군 후에 에게해에 건국한 나라이다.
- 테살로니카 왕국과 라틴 제국은 비잔티움의 망명 정권에게 1261년 재정복당했다. 그러나 십자군의 후예였던 아테네와 펠로폰네소스 반도 등은 15세기 오스만 제국에게 정복당할 때까지 존속되었다.
- 병원기사단은 1291년 예루살렘 왕국의 멸망 후 육지의 거점을 잃고, 바다로 도망쳐 해군(해적)이 되어 무슬림과 비잔티움을 상대로 전투를 벌인 후, 1310년 그들 자신에 의해 군사지배화된 국가를 로도스섬과 소아시아의 일부 및 몇몇 인근 섬에 수립했다. 그들은 로도스 기사단을 명칭으로 삼아 신인들을 왕성하게 가입시키며, 무슬림의 상선이나 군함을 습격했으나, 결국 1522년 오스만 제국에 쫓겨나 몰타로 들어갔다.

## 프로이센
함락 직전인 아크레를 수호하기 위해 결성되었다가, 후에 헝가리 등으로 옮겨 이민족과 이교도에 대한 정벌의 첨병이 된 튜더인의 성모 마리아 기사수도회(독일 기사단이라고도 함)는 팔레스타인에서 십자군이 철수한 후, 발트해 연안의 이교도 프로이센인, 리투아니아인과 전투를 벌여 독일기사단령(후에 프로이센 공국)을 건국했다.

## 같이 보기
- 십자군